# Отель «Руанда»
«Отель „Руанда“» (англ. Hotel Rwanda) — документальная драма 2004 года, написанная и снятая в соавторстве с Терри Джорджем. Фильм был адаптирован по сценарию Джорджа и Кира Пирсонов, а в главных ролях Дон Чидл и Софи Оконедо сыграли отельера Пола Русесабагину и его жену Татьяну. Основанный на геноциде против тутси в Руанде, который произошёл весной 1994 года, фильм рассказывает о попытках Сабагины спасти жизни своей семьи и более 1000 других беженцев, предоставив им убежище в осаждённом отеле «Де Милль Колин». Отель «Руанда» исследует геноцид, политическую коррупцию и последствия насилия.
Фильм был совместного производства United Artists и Lionsgate Films и коммерчески распространялся United Artists театрально и Metro-Goldwyn-Mayer для домашних СМИ. Премьера фильма Отель «Руанда» состоялась в кинотеатрах ограниченного проката в США 22 декабря 2004 года, а в широкий прокат фильм вышел 4 февраля 2005 года, собрав более 23 миллионов долларов при продаже билетов на внутреннем рынке. Благодаря международному релизу он заработал дополнительные 10 миллионов долларов в бизнесе, достигнув в общей сложности почти 34 миллионов долларов валовой выручки.
Фильм был номинирован на множество наград, включая номинации на премию «Оскар» за лучшую мужскую роль (Чидл), лучшую женскую роль второго плана (Оконедо) и лучший оригинальный сценарий.

## Описание сюжета
В апреле 1994 года напряженность между правительством, контролируемым хуту, и повстанцами тутси привела к геноциду в Руанде, где коррупция и взятки между политиками были обычным делом. Пол Русесабагина, управляющий бельгийским отелем «Hôtel des Mille Collines», является хуту, но его жена Татьяна — тутси. Их брак является источником трений с экстремистами хуту, включая Джорджа Рутаганду, поставщика товаров в отель, который также является местным лидером Интерахамве, жестокого ополчения хуту. Пол заискивает перед генералом руандийской армии Огюстеном Бизимунгу, который благосклонен к хуту. После убийства президента, хуту, Пол и его семья наблюдают, как убивают соседей, что инициирует ранние стадии геноцида. Когда вспыхивает гражданская война и капитан руандийской армии угрожает Полу и его соседям, Полу едва удаётся договориться об их безопасности и привести их в отель. Вернувшись с ними, он обнаруживает, что его наглый администратор Грегуар занимает президентский номер и угрожает разоблачить беженцев тутси, включая жену Поля, если его заставят работать.
Миротворческим силам ООН под командованием канадского полковника Оливера запрещено вмешиваться в конфликт и предотвращать геноцид. Начальник Пола и владелец отеля, который живёт в Бельгии, извиняется перед ним по телефону, говоря, что он ничего не может сделать, чтобы обеспечить безопасный проход для него и его семьи. Иностранных граждан эвакуируют, но руандийцы остаются наедине с собой. В отель прибывают ещё больше эвакуированных из переполненного лагеря беженцев ООН, Красного Креста и различных приютов для сирот, всего 800 человек, как тутси, так и хуту. Татьяна отчаянно ищет своего брата, невестку и двух племянниц. По мере того, как ситуация становится всё более жестокой, Пол должен отвлечь солдат хуту, заботиться о беженцах, защищать свою семью и поддерживать видимость функционирующего 4-звездочного отеля. Пол заставляет Грегуара работать с помощью генерала Бизимунгу.
Не имея припасов, Пол и Грегуар едут за припасами для отеля к Джорджу Рутаганде и становятся свидетелями того, как ополченцы интерахамве насилуют заложников-тутси. Джордж объясняет Полу, что деньги «богатых тараканов» обесценятся, поскольку все тутси будут убиты. Пол выражает недоверие тому, что экстремисты хуту уничтожат всех тутси, но Джордж отвечает: «Почему бы и нет? Мы уже на полпути». Они возвращаются в отель сквозь тёмный, густой туман по речной дороге, рекомендованной Джорджем, и обнаруживают, что она устлана трупами.
Когда силы ООН пытаются эвакуировать группу беженцев, включая семью Поля, Грегуар выдаёт их интерахамве, которые используют радиопередачи, чтобы запугать их. Отдав генералу Бизимунгу оставшиеся ценности и скотч из своего офиса, чтобы защитить беженцев, Пол затем упрекает Бизимунгу за апатию к геноциду и обещает дать показания в его пользу за его помощь. Вскоре после этого семья Пола и гостиничные беженцы наконец-то могут покинуть осаждённый отель в колонне ООН. Они проезжают через отступающие массы беженцев и ополченцев, чтобы достичь безопасности за линиями повстанцев тутси и воссоединиться со своими племянницами.
В финальных титрах объясняется, что Пол спас по меньшей мере 1200 беженцев тутси и хуту. Он и его семья, которая усыновила двух племянниц, переехали в Бельгию, но брат Татьяны Томас и его жена так и не были найдены. Геноцид закончился в июле 1994 года, когда повстанцы тутси вытеснили хуту и ополченцев интерахамве через границу в Конго. В результате геноцида погибло по меньшей мере 800 000 человек. Джорджа и Бизимунгу судили и приговорили к заключению за военные преступления, причём Джордж получил пожизненное заключение.

## В ролях
| Актёр           | Роль                                                 |
| --------------- | ---------------------------------------------------- |
| Дон Чидл        | Пол Русесабагина                                     |
| Софи Оконедо    | Татьяна Русесабагина                                 |
| Десмонд Дюбэ    | Дюбэ                                                 |
| Тони Кгороге    | Грегуар                                              |
| Фана Мокоена    | генерал Огюстен Бизимунгу                            |
| Хаким Кае-Казим | командир ополчения интерахамве Джордж Рутаганда      |
| Ник Нолти       | командир миротворческих сил ООН полковник Оливер     |
| Хоакин Феникс   | журналист Джек Даглиш                                |
| Кэра Сеймур     | сотрудница Красного Креста Пэт Арчер                 |
| Жан Рено        | президент бельгийской авиакомпании, владеющей отелем |

## Финансовые показатели
При бюджете в 17,5 миллионов долларов фильм собрал в прокате почти 34 миллиона долларов.

## Награды и номинации
- 2006 — номинация на премию BAFTA за лучший оригинальный сценарий (Кир Пирсон, Терри Джордж)
- 2006 — номинация на премию «Грэмми» за лучшую песню для художественного фильма («Million Voices»)
- 2005 — три номинации на премию «Оскар»: лучшая мужская роль (Дон Чидл), лучшая женская роль второго плана (Софи Оконедо), лучший оригинальный сценарий (Кир Пирсон, Терри Джордж)
- 2005 — три номинации на премию «Золотой глобус»: лучший фильм — драма, лучшая мужская роль — драма (Дон Чидл), лучшая песня («Million Voices»)
- 2005 — три премии «Спутник»: лучший фильм — драма, лучшая мужская роль — драма (Дон Чидл), лучшая песня («Million Voices»), а также номинация за лучший оригинальный сценарий (Кир Пирсон, Терри Джордж)
- 2005 — три номинации на премию Гильдии киноактёров США: лучшая мужская роль (Дон Чидл), лучшая женская роль второго плана (Софи Оконедо), лучший актёрский состав
- 2005 — номинация на премию Гильдии сценаристов США за лучший оригинальный сценарий (Кир Пирсон, Терри Джордж)
- 2005 — номинация на премию «Давид ди Донателло» за лучший иностранный фильм
- 2005 — премия Европейской киноакадемии лучшему композитору (Руперт Грегсон-Уильямс, Андреа Гуэрра)
- 2004 — попадание в десятку лучших фильмов года по версии Национального совета кинокритиков США